# Juan Carlos Henao
Juan Carlos Henao Valencia (ur. 30 grudnia 1971 w Medellín) – kolumbijski piłkarz występujący na pozycji bramkarza.

## Kariera klubowa
Henao seniorską karierę rozpoczynał w 1991 roku w zespole Dinastia Río Sucio. W 1992 roku trafił do Once Caldas. Przez część sezonu 2002 grał na wypożyczeniu w Atlético Bucaramanga. Potem wrócił do Once Caldas. W 2003 roku zdobył z nim mistrzostwo fazy Apertura. W Once Caldas grał do końca sezonu 2005.
W 2005 roku podpisał kontrakt z brazylijskim Santosem FC. W Campeonato Brasileiro Série A zadebiutował 24 kwietnia 2005 roku w wygranym 4:1 pojedynku z Paysandu SC. W Santosie spędził jeden sezon, w ciągu którego w jego barwach rozegrał 4 spotkania.
W 2006 roku Henao wrócił do Kolumbii, gdzie został graczem zespołu Millonarios. Jego barwy reprezentował przez 2 sezony. W 2007 roku przeszedł do wenezuelskiego UA Maracaibo. W 2008 roku dotarł z nim do finału Pucharu Wenezueli, jednak Maracaibo uległo tam Aragui.
W 2009 roku odszedł do kolumbijskiego Realu Cartagena, a w 2010 roku ponownie został graczem klubu Once Caldas.

## Kariera reprezentacyjna
W reprezentacji Kolumbii Henao zadebiutował w 2000 roku. W 2003 roku został powołany do kadry na Puchar Konfederacji. Nie zagrał jednak na nim w żadnym meczu. Tamten turniej Kolumbia zakończyła na 4. miejscu. W tym samym roku uczestniczył w Złotym Pucharze CONCACAF 2003. Nie wystąpił jednak na nim ani razu. Z tamtego turnieju Kolumbia odpadła w ćwierćfinale.
W 2004 roku Henao znalazł się w zespole na Copa América. Na tamtym turnieju, zakończonym przez Kolumbię na 4. miejscu, zagrał w meczach z Wenezuelą (1:0), Boliwią (1:0), Peru (2:2), Kostaryką (2:0), Argentyną (0:3) i Urugwajem (1:2).
W latach 2000–2005 w drużynie narodowej rozegrał w sumie 12 spotkań.